# Radim Šimek
Radim Šimek, född 20 september 1992 i Mladá Boleslav, är en tjeckisk professionell ishockeyback som spelar för San Jose Sharks i National Hockey League (NHL). Han har tidigare spelat för San Jose Barracuda i American Hockey League (AHL) och HC Bílí Tygři Liberec i Extraliga.
Šimek blev aldrig NHL-draftad.

## Statistik
| 2011–2012        | HC Benátky nad Jizerou | 1. liga          | 9   | 0  | 0  | 0  | 8  | 7  | 0 | 0  | 0  | 2  |
| 2012–2013        | HC Bílí Tygři Liberec  | Extraliga        | 7   | 0  | 0  | 0  | 2  | —  | — | —  | —  | —  |
|                  | HC Benátky nad Jizerou | 1. liga          | 37  | 0  | 5  | 5  | 41 | —  | — | —  | —  | —  |
| 2013–2014        | HC Bílí Tygři Liberec  | Extraliga        | 24  | 0  | 0  | 0  | 4  | —  | — | —  | —  | —  |
|                  | HC Benátky nad Jizerou | 1. liga          | 19  | 1  | 1  | 2  | 20 | 2  | 0 | 0  | 0  | 0  |
| 2014–2015        | HC Bílí Tygři Liberec  | Extraliga        | 47  | 10 | 13 | 23 | 24 | —  | — | —  | —  | —  |
|                  | HC Benátky nad Jizerou | 1. liga          | 2   | 1  | 0  | 1  | 0  | —  | — | —  | —  | —  |
| 2015–2016        | HC Bílí Tygři Liberec  | Extraliga        | 51  | 9  | 12 | 21 | 28 | 14 | 3 | 7  | 10 | 8  |
| 2016–2017        | HC Bílí Tygři Liberec  | Extraliga        | 42  | 11 | 13 | 24 | 30 | 16 | 2 | 6  | 8  | 6  |
| 2017–2018        | San Jose Barracuda     | AHL              | 67  | 7  | 20 | 27 | 20 | 4  | 0 | 0  | 0  | 0  |
| 2018–2019        | San Jose Sharks        | NHL              | 1   | 0  | 0  | 0  | 0  | —  | — | —  | —  | —  |
| NHL totalt       | NHL totalt             | NHL totalt       | 1   | 0  | 0  | 0  | 0  | —  | — | —  | —  | —  |
| Extraliga totalt | Extraliga totalt       | Extraliga totalt | 171 | 30 | 38 | 68 | 88 | 30 | 5 | 13 | 18 | 14 |
| 1. liga totalt   | 1. liga totalt         | 1. liga totalt   | 67  | 2  | 6  | 8  | 69 | 9  | 0 | 0  | 0  | 2  |

### Internationellt
| Källa: Uppdaterad: 2018-12-05 | Källa: Uppdaterad: 2018-12-05 | Källa: Uppdaterad: 2018-12-05 |         | Utv = Utvisningsminuter | Utv = Utvisningsminuter | Utv = Utvisningsminuter | Utv = Utvisningsminuter | Utv = Utvisningsminuter |
| År                            | Lag                           | Mästerskap                    | Matcher | Mål                     | Assists                 | Poäng                   | Utv                     |                         |
| ----------------------------- | ----------------------------- | ----------------------------- | ------- | ----------------------- | ----------------------- | ----------------------- | ----------------------- | ----------------------- |
| 2016                          | Tjeckien                      | VM                            | 8       | 1                       | 0                       | 1                       | 4                       |                         |
| 2017                          | Tjeckien                      | VM                            | 8       | 1                       | 1                       | 2                       | 0                       |                         |
| Senior totalt                 | Senior totalt                 | Senior totalt                 | 16      | 2                       | 1                       | 3                       | 4                       |                         |